# 조영남쇼
《조영남쇼》는 대한민국의 KBS 2TV에서 방송되었던 MC 조영남 원조 토크쇼 프로그램이다.

## 기획 의도
다양한 분야의 인물들을 초청하여 심도 있는 대화를 나누는 형식으로 진행된 프로그램이다. 이 프로그램에는 정치인, 예술가, 연예인, 운동선수 등 각계각층의 인물들이 출연하여, 당시의 사회적 이슈는 물론 개인적인 경험과 생각을 공유하였다.

## 에피소드 목록
- 1993년 5월 6일 첫 방송
- 5월 7일 (불명)
- 5월 13일 김동길
- 5월 14일 김동건
- 5월 27일 현정화
- 5월 28일 故 석용산
- 6월 3일 (불명)
- 6월 4일 (불명)
- 6월 10일 故 김형곤
- 6월 11일 김대환
- 6월 17일 양희은, 양희경
- 6월 18일 김원순 부부
- 6월 24일 김도향
- 6월 25일 김명곤
- 7월 1일 우창제
- 7월 2일 강부자
- 7월 8일 (불명)
- 7월 9일 조상현 (판소리 인간문화재)
- 7월 15일 (불명)
- 7월 16일 (불명)
- 7월 22일 윤은기, 송지헌
- 7월 23일 문순옥
- 7월 29일 산울림
- 7월 30일 김재진, 남화용
- 8월 5일 강철환, 안혁
- 8월 6일 (불명)
- 8월 12일 이영섭
- 8월 13일 故 손석우
- 8월 19일 윤여정, 오지혜
- 8월 20일 김청자
- 8월 26일 (불명)
- 8월 27일 패티 김
- 9월 2일 故 이낙훈
- 9월 3일 (불명)
- 9월 9일 故 강선영
- 9월 10일 (불명)
- 9월 16일 (불명)
- 9월 17일 (불명)
- 9월 23일 (불명)
- 9월 24일 (불명)
- 10월 1일 故 채명신, 요기 다니엘
- 10월 7일 (불명)
- 10월 8일 (불명)
- 10월 14일 (불명)
- 10월 15일 마지막 방송

## 참고 사항
- 1993년 6월 10일 방영분에서 게스트로 출연한 김형곤이 운영해 온 업소의 개업동기 등을 설명했다는 이유 때문에 방송위원회부터 경고 조치를 받았다[1].

## 같이 보기
- 자니윤쇼 (1989~1990년)
- 밤으로 가는 쇼 (1992~1993년)
- 밤과 음악사이 (1993~1997년)
- 밤의 이야기쇼 (1997년)
- 서세원의 화요 스페셜 → 서세원쇼 (1996~2002년)
- 승승장구 (2010년)